# Soledad Antelada Toledano
Soledad Antelada Toledano (Buenos Aires, 1978) es una hacker española, experta en ingeniería informática y penetration testing, que trabajó en ciberseguridad del Departamento de Seguridad del Lawrence Berkeley National Laboratory, en la Universidad de California.      

## Biografía
Nació en Buenos Aires, y a los cuatro años, a causa de la dictadura argentina, se trasladó con sus padres a Marbella, España, porque su familia, de origen malagueño, había huido a Argentina durante la dictadura franquista. Cuando era niña, todo el mundo le decía que la informática era la carrera del futuro, y si esa era la carrera del futuro, ella debía matricularse en esa especialidad, aunque en su aula solo había tres chicas. Antelada se graduó en Ingeniería en Informática en la Universidad de Málaga.

### Trayectoria profesional
Cuando terminó los estudios, recibió una beca como programadora para los servicios de emergencia de las comunidades autónomas de Cantabria y Andalucía y se quedó allí trabajando hasta 2008. A finales de 2009 comenzó  a trabajar el sistema de emergencias de Luanda, Angola.
En 1999 había estado de vacaciones en San Francisco (USA), y visitó Silicon Valley.  Aunque el inglés era su primer escollo, logró superarlo. Le gustó tanto California, que se propuso volver en otra ocasión. A Antelada le divertía la idea de estudiar un curso de hackers en una universidad, y tras  mucho buscar, lo encontró en la Universidad de Berkeley. Por ello, en 2010 volvió a Estados Unidos; esta vez con el fin de completar sus estudios en seguridad y redes.  Se matriculó en el City College de San Francisco, para hacer un máster de dos años, en ciberseguridad, a fin de especializarse en eso de aprender a ser hacker. El curso se llamaba “Penetratión Testing”. Consiguió su título en 2012.  En 2011 mientras terminaba sus estudios, trabajó como becaria, en el Lawrence Berkeley National Laboratory (LBNL); cuando finalizó su beca, le ofrecieron trabajar allí en ciberseguridad, y aceptó. Este laboratorio es la cuna de trece Premios Nobel, está administrado por la Universidad de California, y pertenece al Departamento de  Energía de Estados Unidos.
Ha sido la primera y única mujer en ese departamento de ciberseguridad del laboratorio, y también la primera persona de origen hispano.  Dirigió un equipo de quince  personas expertas a cargo de la seguridad de Scinet, la red de la Conferencia de Supercomputadores de EE. UU. Su área de especialización es «penetration testing», utilizando herramientas empresariales. Su trabajo se centra en hacer auditorias anuales a servidores y equipos;  buscar vulnerabilidades entre diez mil equipos en LBNL. Uno de sus lemas es: “Si el sistema no funciona, rómpelo por algún lado”. Trabaja directamente como una agente externa, es decir, finge ser una atacante que penetra en la red. Es una hacker, pero de manera ética.
Lidera la Fundación «Girls Can Hack» (Las mujeres pueden hackear), creada en 2014. Es Presidenta del Consejo de Mujeres Científicas e Ingenieras en el Laboratorio de Berkeley.
Entre 2021 y 2024, trabajó para Google,como Directora del programa técnico de seguridad para la Oficina del CISO. En 2024 se hizo cargo de la ciberseguridad de la campaña de Kamala Harris.
Su primer libro publicado sobre ciberseguridad "Lecciones de ciberseguridad a partir de brechas en el mundo real. Protegiendo infraestructura Crítica", en 2023.

## Premios y reconocimientos
- En 2016 fue nombrada una de las 20 latinas más influyentes en tecnología en Estados Unidos, por la CNET.[29][30][31][32]
- En el  año 2018 recibió un premio de la Comunidad de Investigación  y Educación en apoyo de los grupos subrepresentados en el campo de la tecnología.[12]